# Decêncio (mestre dos ofícios)
Decêncio (em latim: Decentius) foi um oficial romano do século IV, ativo durante o reinado dos imperadores Constâncio II (r. 337–361), Juliano, o Apóstata (r. 361–363), Joviano (r. 363), Valentiniano I (r. 364–375) e Valente (r. 364–378).

## Vida
Decêncio aparece pela primeira vez em 360, quando era tribuno e notário e foi enviado por Constâncio à Gália para pegar tropas de Juliano e retornou para Constâncio; talvez ainda estivesse em ofício em 363. Entre 364-365, ocupou outro ofício, porém o nome não é citado. Os autores da PIRT, a julgarem que ele é descrito como superior ao agente nos assuntos, consideram que foi mestre dos ofícios. Nesse momento, Decêncio teve grande influência na corte e foi destinatário de nove epístolas de Libânio (1310, 1317, 1463, 1476, 1482, 1504-5, 1510-11, 1520-1) e foi citado em duas (1507, 1522). Se sabe pelas cartas que era pagão e casou-se em 354.